# Carl Georg Barth
Carl Georg Lange Barth (Oslo, 28 de febrero de 1860 - Filadelfia, 28 de octubre de 1939) fue un matemático, ingeniero mecánico y consultor noruego-estadounidense. Se de desempeñó como profesor en la Universidad de Harvard. Es conocido como uno de los líderes de la gestión científica que mejoró y popularizó el uso industrial de las reglas de cálculo compuestas.

## Biografía

### Primeros años
Nació en Christiania (ahora Oslo), Noruega. Fue el cuarto hijo de Jakob Boeckman Barth (1822-1892), abogado, y Adelaide Magdeline Lange Barth (1828-1897), hija de un clérigo danés. Agnar Johannes Barth era su hermano. Recibió su educación inicial en las escuelas públicas de Lillehammer.
Se graduó en la Universidad de Christiania. Más tarde asistió a la escuela técnica de la Armada Real de Noruega en Horten. En 1877, Barth comenzó un aprendizaje en el astillero naval de Karljohansvern en Horten.

### Carrera

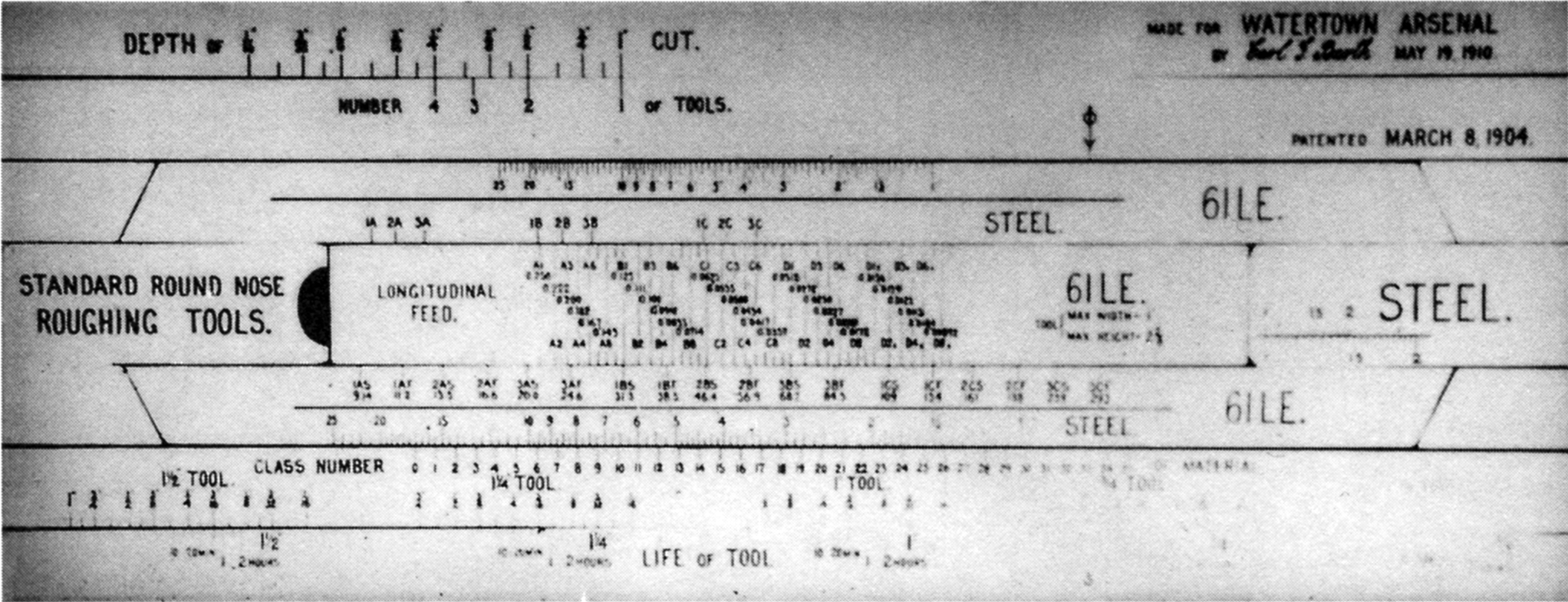
Una de las reglas de cálculo de velocidad y avance de Carl G. Barth.

En 1899, el experto en eficiencia Frederick W. Taylor contrató a Barth para trabajar con él en Bethlehem Steel Company. Carl Barth ayudó a desarrollar reglas de cálculo para calcular la velocidad y el avance.
 
En 1902, Taylor y Barth empezaron a trabajar para William Sellers en la empresa de máquinas herramienta William Sellers & Company de Filadelfia. En 1904 se publicó un relato de su aplicación de reglas de cálculo en Transactions of the American Society of Mechanical Engineers.
Comenzó en 1905 su carrera independiente como ingeniero consultor. Barth se convirtió en uno de los primeros consultores en gestión científica y más tarde enseñó en la Universidad de Harvard. Editó artículos enviados a la publicación de la Escuela Internacional por Correspondencia de Scranton, Pensilvania, Home Study Magazine. En 1909, emprendió la instalación de gestión científica en el Arsenal de Watertown en Watertown, Massachusetts.
En sus últimos años, Barth trabajó en el desarrollo de un método mejorado de instrucción de cálculo. Sin embargo, la mala salud le impidió publicar su obra. Falleció de un ataque al corazón en su casa de Filadelfia en 1939.

### Vida personal
Barth era un izquierdista y anticapitalista.
En marzo de 1882, Barth se casó con Henrike Jakobine Fredriksen (1857-1916). Eran padres de una hija y dos hijos. Tras la muerte de su primera esposa, se casó con Sophia Eugenia Roever (1873-1958).